# Katja Weitzenböck
Katja Weitzenböck (* 10. Juni 1967 in Tokio) ist eine in Deutschland lebende österreichische Schauspielerin.

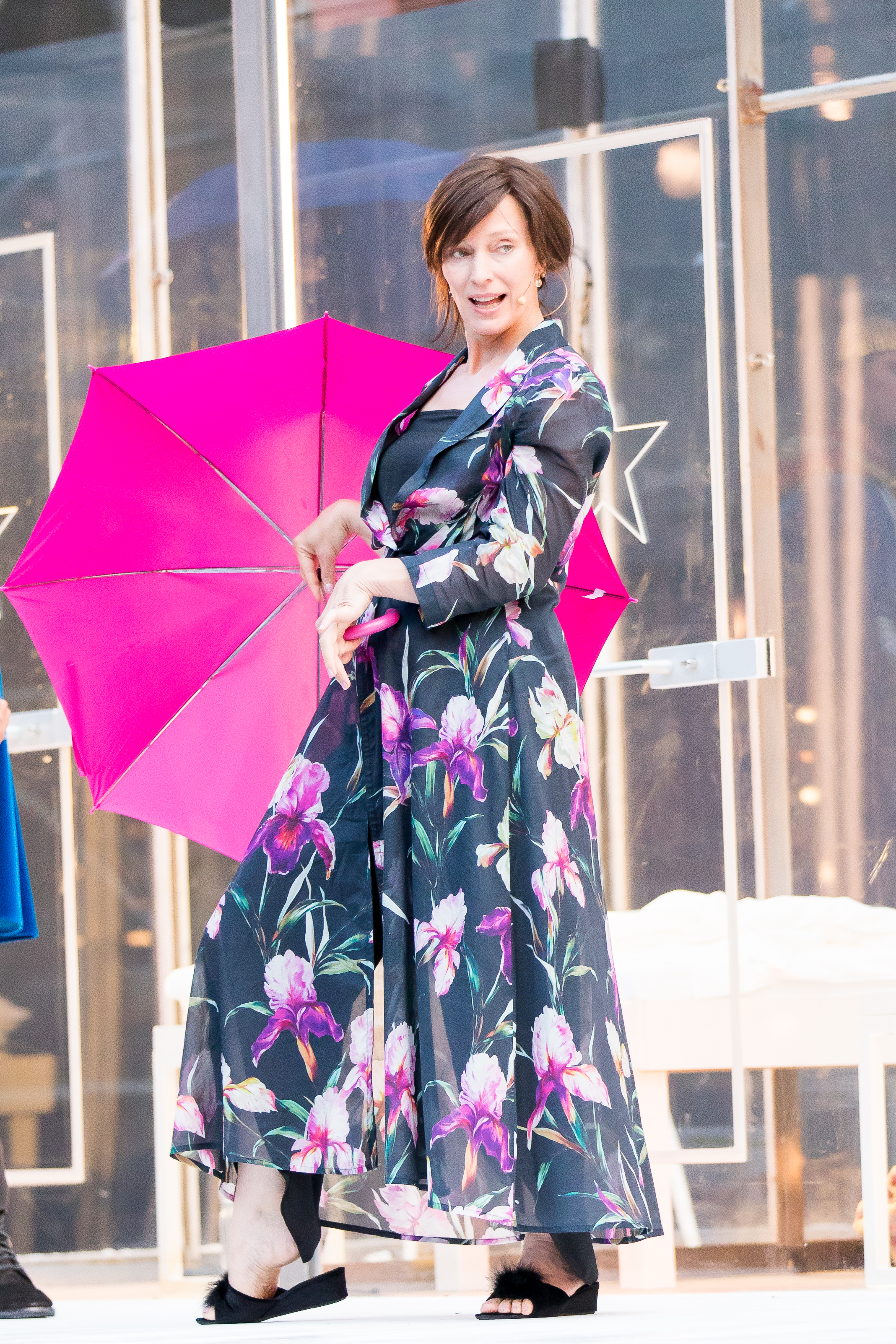
Katja Weitzenböck als Karina Bergmann (die ältere Kriemhild) bei den Nibelungenfestspielen in Worms 2016

## Werdegang
Katja Weitzenböck wurde in Tokio geboren, aufgewachsen ist die Tochter eines Ingenieurehepaares in Erlangen. Ihre Schauspielausbildung absolvierte Weitzenböck von 1991 bis 1993 in Paris im Franco-Américaine Cinéma et Théâtre (FACT) bei Sarah Eigermann, Edwin Gerard und John Strasberg. Außerdem machte sie eine Tanzausbildung bei Karin Waehner an der Schola Cantorum Paris. Im Anschluss an ihre Ausbildung folgten Theaterengagements in Frankreich (Paris) und Deutschland.

### Film und Fernsehen
Katja Weitzenböck wird in sehr vielfältigen Rollen in Film und Fernsehen besetzt – sie stellte sowohl Protagonistinnen als auch Antagonistinnen dar und ist sowohl in deutschen als auch in ausländischen Produktionen zu sehen.
So spielte sie zum Beispiel in Josef Rödls Schalom, meine Liebe (ARD), wo sie sich mit dem Judentum auseinandersetzte, in Gabriel Baryllis Seitensprung in den Tod (SAT.1) und in Jean-Jacques Kahns Chacun son Tour (FRANCE 2 Paris) als deutsch-französische Kommissarin. In einer Komödie war sie erstmals in Bernhard Stephans Ein Mann für gewisse Sekunden (ZDF) zu sehen, später stellte sie die schüchterne Uhrmacherin in Alle Zeit der Welt (ARD) dar.
In Ein einziger Kuss („Valentines kiss“), einer internationalen Rosamunde-Pilcher-Produktion, spielte Katja Weitzenböck 2014 die Hauptrolle an der Seite von Rupert Graves.
Sie hat in mehreren Reihen und Serien in durchgehenden Hauptrollen mitgewirkt. In Engel der Gerechtigkeit (2011–2015) war sie die Ärztin und Anwältin Dr. Engel. Zusammen mit Harald Krassnitzer war sie in der Familienserie Paul Kemp – Alles kein Problem (ORF/SWR) zu sehen.
Ihr Kinodebüt gab Weitzenböck 1993 in Les Visiteurs (Die Besucher)  mit Jean Reno und Christian Clavier. Der Film war sehr erfolgreich, er spielte weltweit fast 100 Mio. Dollar ein. 2003 spielte sie in Gebürtig, einer österreichischen Kinoproduktion (u. a. mit Peter Simonischek und Ruth Rieser) nach einem Roman von Robert Schindel. Der Film war der österreichische Beitrag für den Oscar im Jahr 2002.
In dem Kinofilm Das Haus der Krokodile, der 2013 mit dem Bayerischen Filmpreis ausgezeichnet wurde, gab sie die Mutter dreier Kinder.
Weitzenböck spricht Englisch (2. Muttersprache) sowie Französisch und Italienisch.
Fernsehzuschauern ist sie auch bekannt durch Auftritte in Werbespots für Vorwerk. Sie spielte darin eine Hausfrau, die sich mit den Worten präsentierte: „Ich führe ein sehr erfolgreiches kleines Familienunternehmen.“

### Theater
Nach einigen Jahren, in denen Katja Weitzenböck vorrangig in Film und Fernsehen zu sehen war, kehrte sie 2013 auch auf die Theaterbühnen zurück. Sie war in der Komödie Paarungen (ab 2013) und in Die Niere (ab 2018) im Theater am Kurfürstendamm zu sehen, außerdem spielte sie in Auf Messers Schneide (Cancun) am Schlosspark Theater Berlin.
Auch bei den Nibelungen-Festspielen war Weitzenböck zu sehen: 2016 stand sie in Gold. Der Film der Nibelungen auf der Bühne (Regie: Nuran David Calis, Intendanz: Nico Hofmann). Ihre Darstellung der Kriemhild wurde vielfach gelobt, so schrieb zum Beispiel Kerstin Holm in der FAZ: „Die großartige Katja Weizenböck verleiht ihrem Bild der späten Kriemhild-Darstellerin die Bitterkeit, Selbstgerechtigkeit und Liebessehnsucht eines sensiblen Ex-Pornostars.“ Im Mannheimer Morgen nennt Bernhard Zinke einen Monolog von Weitzenböck als Kriemhild einen der „intensivsten Momente in der Festspielaufführung“.
2017 produzierte Katja Weitzenböck den Monolog Die Frau des Michelangelo für das Renaissance-Theater (Berlin). „Sie spielt die Gefühlswelt der Frau […] so faszinierend, so wandlungsfähig, dass die Zuschauer lange begeistert applaudieren“, schreibt Ulrike Schäfer in den Wormser Nachrichten, nachdem das Stück im Nebenprogramm der Festspiele 2017 zu sehen war.
2024 spielt sie im Stück „Meisterklasse“ in der Kudamm-Komödie die Maria Callas.

### Intimitätskoordination
Seit 2022 arbeitet Katja Weitzenböck als Intimitätskoordinatorin.

## Gesellschaftliches Engagement
Katja Weitzenböck engagiert sich als Markenbotschafterin für die Deutsche Kleiderstiftung. Sie tritt damit für einen nachhaltigen Umgang mit Textilien ein und sagt zu ihrem Engagement: „Ich bin gegen Wegwerfmode. Ich mag es, wenn qualitativ hochwertige Mode wiederverwendet wird.“

## Privates
Katja Weitzenböck war mit dem Autor und Regisseur Torsten Schulz liiert, mit dem sie zwei Kinder hat. Sie lebt seit 2000 in Berlin, mit ihren Kindern und ihrem Ehemann Hergen Wöbken, mit dem sie seit 2018 verheiratet ist.

## Trivia
Nach dem Abitur wollte Katja Weitzenböck eigentlich auf einer Rinderfarm im australischen Outback Geld für ihr Studium verdienen. Stattdessen wurde sie Model in New York, u. a. für Eileen Ford und Ford Models, sowie in Mailand und Paris. Im Zuge dessen nahm Weitzenböck 1988 an dem internationalen Model-Wettbewerb The Face of the Eighties als österreichische Finalistin teil (in der Jury saß unter anderem Jerry Hall).
Katja Weitzenböck hat eine abgeschlossene Ausbildung als Yogalehrerin.
Ihr Großonkel ist der österreichische Mathematiker Roland Weitzenböck, ihre Urgroßonkel sind der Komponist und Kapellmeister Johann Nepomuk von Fuchs sowie der Komponist Robert Fuchs.

## Filmografie

### Fernsehen (Auswahl)
- 1994: Novacek – La Star de Babelsberg, Regie: P. Goedel
- 1995: Das Glück liegt in der Wiese (Le Bonheur est dans les Près) Regie: J. Larmoyer
- 1995: Stockinger – Tod in Bad Gastein, Regie: B. Fürneisen
- 1995–1997: Stadtklinik, Regie: R. Klingenfuss, M. Novack
- 1996: Alles außer Mord – Blondes Gift, Regie: M. Rowitz
- 1996: Seitensprung in den Tod, Regie: G. Barylli
- 1997: Der Mörder in meinem Haus, Regie: A. de Roche
- 1997: Chacun son Tour (F), Regie: J.-J. Kahn
- 1997: Tatort – Bluthunde
- 1997: Schalom, meine Liebe (Zweiteiler), Regie: J. Rödl
- 1998: Die Cleveren – Die Jagd, Regie: A. de Roche
- 1998: Amor – Todesspiel aus Liebe, Regie: H. Barthel
- 1998: Ein Mann für gewisse Sekunden, Regie: Bernhard Stephan
- 1998: Ein Mann für alle Fälle – Ein ganz gewöhnlicher Totschlag, Regie: E. Keusch
- 1999: Der Mörder in Dir, Regie: P. Patzak
- 1999: Der Paradiesvogel (Zweiteiler), Regie: P. Deutsch
- 1999: Das Schloß meines Vaters, Regie: K. Hattop
- 1999: Tatort – Fluch des Bernsteinzimmers
- 1999–2001: SK Kölsch
- 2000: Alarm für Cobra 11 – Hase und Igel
- 2000: Das Tattoo – Tödliche Zeichen, Regie: C. Faudon
- 2000: Der letzte Zeuge – Drei Tage und eine Nacht, Regie: B. Stephan
- 2000: Siska – Laufsteg ins Verderben, Regie: V. Glowna
- 2000: Das Traumschiff – Neuseeland
- 2001: Der Ermittler – Der letzte Anruf, Regie: P. Fratzscher
- 2001: Edel & Starck – Ein ganz normaler Stier, Rolle: Britta Martinek
- 2001: Club der Träume – Yucatan, Regie: B. Kürten
- 2002: Schneemann sucht Schneefrau
- 2003: Liebe zartbitter, Regie: M. Kreihsl
- 2003: Erbin mit Herz, Regie: H. Barthel
- 2003: Stimmen II, Regie: R. Matsutani
- 2003: Der Alte – Folge 285: Bei Mord hört es auf
- 2003: Die Farben der Liebe, Regie: Z. Spirandelli
- 2003: Die Albertis, Regie: M. Tiefenbacher
- 2003: Amundsen der Pinguin
- 2003: Tatort – Mietsache
- 2003: Inspektor Rolle – Tod eines Models, Regie: Z. Spirandelli
- 2004: Der letzte Zeuge – Die Frau ohne Gewissen, Regie: B. Stephan
- 2004: Die Albertis, Regie: M. Tiefenbacher
- 2005: Siska – Zuerst kommt die Angst
- 2005: Jenseits des Ozeans, Regie: S. Bartmann
- 2005: Inga Lindström: In den Netzen der Liebe
- 2005: Die Täuschung, Regie: M. Steinke
- 2006: Stolberg, Regie: P. Keglevic
- 2006: Fürchte Dich nicht, Regie: C. Balthasar
- 2006: Der Alte – Mord ist keine Lösung, Regie: H. Griesmayer
- 2006: Robin Pilcher – Jenseits des Ozeans
- 2007: Einmal Toskana und zurück, Regie: Imogen Kimmel
- 2007: Liebe auf den dritten Blick
- 2007: Sommerwellen, Regie: Dieter Kehler
- 2007: Die Blüten der Sehnsucht Regie: M. Karen
- 2008: Im Tal der wilden Rosen – Prüfung des Herzens
- 2008: Tod aus der Tiefe
- 2008: Die Zeit, die man Leben nennt
- 2009: Der Bergdoktor – Serienspecial, Regie: Axel de Roche
- 2009: Meine verrückte Familie, Regie: Christiane Balthasar
- 2009: Inga Lindström – Mia und ihre Schwestern
- 2010: Meine Familie bringt mich um!
- 2010: Der Alte – Folge 351: Tod im Tierpark, Regie: Vadim Glowna
- 2010: Das Traumschiff – Panama, Regie: K. Meeder
- 2011: Wilde Wellen – Nichts bleibt verborgen, Regie: Ulli Baumann
- 2011: Engel der Gerechtigkeit
- 2011: Rosamunde Pilcher – Herzensfragen, Regie: Stefan Bartmann
- 2011: Alle Zeit der Welt
- 2012: Das Traumschiff – Bali
- 2012: Es kommt noch dicker – Der Tanzwettbewerb
- 2012: Engel der Gerechtigkeit – Brüder fürs Leben
- 2013: Paul Kemp – Alles kein Problem
- 2013: Engel der Gerechtigkeit – Ärztepfusch
- 2013: Engel der Gerechtigkeit – Kopfgeld
- 2014: Küstenwache – Fluch der Wahrheit
- 2015: Rosamunde Pilcher – Ein einziger Kuss
- 2015: Engel der Gerechtigkeit – Geld oder Leben
- 2016: Unser Traum von Kanada: Alles auf Anfang
- 2016: Unser Traum von Kanada: Sowas wie Familie
- 2016: Ein Fall für zwei (2014) Folge: Glamourgirl
- 2016: Ein starkes Team – Tödliche Botschaft
- 2017: Ein Sommer in Prag
- 2017: Bella Block: Stille Wasser
- 2018: Unter Verdacht – Verschlusssache
- 2018: Die Chefin – Glück
- 2018: Inga Lindström – Die Braut vom Götakanal
- 2019: SOKO München – Tödlicher Irrtum
- 2019: Bettys Diagnose – Um Haaresbreite
- 2019: Gipfelstürmer – Das Berginternat, Filmreihe, 4 Folgen
- 2020, 2022: SOKO Stuttgart (Fernsehserie, zwei Folgen)
- 2020: Zimmer mit Stall – Feuer unterm Dach
- 2021–2023: In aller Freundschaft – Die jungen Ärzte (Fernsehserie, sieben Folgen)
- 2022: Erzgebirgskrimi – Verhängnisvolle Recherche (Fernsehreihe)
- 2023: Hotel Mondial – Zurück auf Los, Der perfekte Sturm
- 2024: Der Bergdoktor (17/4)

### Kino (Auswahl)
- 1993: Die Besucher (Les Visiteurs) (F)
- 1992: Toxic Affair – Die Fesseln der Liebe (Toxic Affair) (F)
- 1994: Little Indian – Ein Indianer in Paris (Un Indien dans la ville) (F), Regie: H. Palud
- 1995: Der Steuermann (Kurzfilm), Regie: S. Schneider
- 2001: Gebürtig, Regie: R. Schindel, L. Stepanik
- 2004: Mutterseelenallein, Regie: B. Böhlich
- 2012: Das Haus der Krokodile

## Theater (Auswahl)
- 1993: A la Vie (F), F.A.C.T. Paris, Regie: S. Eigermann
- 1993: In geheimer Mission, Kleine Komödie Nürnberg, Regie: M. Rassau
- 1994: Don Gil von den grünen Hosen, Festspiele Heppenheim, Regie: J. Nola
- 1995: Der eingebildete Kranke, Festspiele Heppenheim, Regie: J. Nola
- 1998: Der Widerspenstigen Zähmung, Burgfestspiele Dreieichenhain, Regie: V. Schubert
- 2013: Paarungen, Komödie am Kurfürstendamm (Berlin), Regie: Bettina Rehm
- 2015: Auf Messers Schneide (Cancun), Schlosspark Theater (Berlin), Regie: Folke Braband
- 2017: Die Frau des Michelangelo, Renaissance-Theater (Berlin), Regie: Thomas Arnold
- 2018: Die Niere, Komödie am Kurfürstendamm (Berlin), Regie: Martin Woelffer